# Kate Pierson
Kate Pierson (* 27. dubna 1948 Weehawken, USA) je americká zpěvačka.
Narodila se ve městě Weehawken ve státě New Jersey a vyrůstala v Rutherfordu. V roce 1976 spoluzaložila skupinu The B-52's. Své první sólové album s názvem Guitars and Microphones vydala až v roce 2015. Během své kariéry spolupracovala s mnoha dalšími hudebníky, mezi které patří například David Byrne, Peter Jöback nebo skupiny Junior Senior, R.E.M. a Ramones. V roce 1990 nazpívala společně s Iggy Popem hitový singl „Candy“. Její dlouholetou partnerkou byla Monica Coleman, za kterou se roku 2015 provdala.